# Ketamin
Ketamin (tiếng Anh: Ketamine), trong tiếng Việt còn được gọi tắt là ke, là một loại thuốc được sử dụng chủ yếu để bắt đầu và duy trì gây mê. Chất này được bán dưới nhãn hiệu Ketalar và một số tên khác. Nó gây ra một tình trạng giống như trạng thái giống như bị thôi miên, làm giảm đau, an thần, và mất trí nhớ. Các tác dụng khác bao gồm giảm cơn đau mãn tính và an thần trong hồi sức cấp cứu. Các chức năng tim, khả năng hô hấp và thở máy nói chung vẫn hoạt động khi dùng thuốc này. Các hiệu ứng thường bắt đầu trong vòng năm phút khi được tiêm và kéo dài đến 25 phút.
Các phản ứng phụ thường gặp bao gồm các phản ứng tâm lý khi thuốc hết tác dụng. Những phản ứng này có thể bao gồm kích động, nhầm lẫn hoặc ảo giác. Cao huyết áp và chứng run cơ là hiệu ứng phụ xảy ra tương đối phổ biến, trong khi huyết áp thấp và giảm nhịp thở ít phổ biến hơn. Sự co thắt thanh quản hiếm khi xảy ra. Ketamine đã được phân loại như một chất đối kháng thụ thể NMDA nhưng cơ chế của nó chưa được hiểu rõ tính đến năm 2017.
Ketamine được phát hiện vào năm 1962, lần đầu tiên được thử nghiệm trên người vào năm 1964, và được chấp nhận sử dụng ở Mỹ vào năm 1970. Ngay sau khi Hoa Kỳ chấp thuận nó đã được sử dụng rộng rãi cho gây tê phẫu thuật trong Chiến tranh Việt Nam, vì sự an toàn của nó. Ketamin nằm trong Danh mục Thuốc thiết yếu của Tổ chức Y tế Thế giới, gồm các thuốc hiệu quả nhất và an toàn nhất trong một hệ thống y tế. Nó được bán đại trà như một loại thuốc gốc. Chi phí bán buôn ketamin ở các nước đang phát triển từ 0.84 đến 3.22 USD cho mỗi lọ. Ketamine cũng được sử dụng làm thuốc giải trí do hiệu ứng tạo ảo giác của nó.

## Pháp luật

### Việt Nam
Tại Việt Nam, Ketamine được coi là một dạng ma túy tổng hợp bị cấm sản xuất, buôn bán, vận chuyển, tàng trữ và sử dụng.